# پرچم استافوردشر
پرچم استافوردشر، پرچم کشور استافوردشر می‌باشد. طراحی این پرچم نتیجه مسابقه‌ای بین دو طراح مختلف بوده است که در نهایت در مارس ۲۰۱۶ پرچم به این شکل به ثبت رسیده است.